# Шаталово (аэродром)
Шата́лово — военный аэродром ВВС России. Расположен в деревне Шаталово Смоленской области России, в Починковском районе в 8 км к югу от Починка.

## История
Аэродром построен в начале 30-х годов XX века как военный.
С 25 июля 1940 года на основании Постановления СНК на аэродроме формировалась и впоследствии базировалось управление 52-й авиационной дивизии Дальнего действия и 98-й бомбардировочный авиационный полк на самолетах ДБ-3ф. С первых дней войны дивизия приняла участие в отражении воздушного нападения в приграничных сражениях Западного фронта. 98-й бомбардировочный авиационный полк после больших потерь в первые дни войны 13 августа 1941 года расформирован.
В период с декабря 1945 года по август 1960 года на аэродроме базировалась 11-я гвардейская бомбардировочная авиационная Орловско-Берлинская Краснознаменная дивизия (с 1952 года — 11-я гвардейская тяжёлая бомбардировочная авиационная Орловско-Берлинская Краснознаменная дивизия). Также вместе с управлением дивизии на аэродроме базировались полки дивизии:
- 157-й гвардейский бомбардировочный авиационный Рижский Краснознаменный полк (с 1952 года — 157-й гвардейский тяжелый бомбардировочный авиационный Рижский Краснознаменный полк) на самолетах Ил-4 (1945—1952 гг.), Ту-4 (1952—1956 гг.) и Ту-16 (1956—1960 гг.) в период с декабря 1945 года по август 1960 года. Расформирован в июле 1960 года в связи со значительным сокращением Вооруженных сил в соответствии с Законом Верховного Совета СССР «О новом значительном сокращении ВС СССР» от 15.01.1960 г[4].
- 37-й бомбардировочный авиационный полк (с 1952 года — 37-й тяжёлый бомбардировочный авиационный полк) на самолетах Ил-4 (1945—1952 гг.), Ту-4 (1952—1956 гг.) и Ту-16 (1956—1960 гг.) в период с декабря 1945 года по август 1960 года. Перебазирован на аэродром Арциз (Червоноглинская) (Одесская область), где переформирован в 37-й военно-транспортный авиационный полк с перевооружением на самолеты Ан-12[4].

С 12 марта 1959 года на аэродром перебазировался 47-й отдельный гвардейский разведывательный авиационный Борисовский Краснознаменный ордена Суворова полк на самолетах Ил-28Р и Як-25Р, Як-27Р (05.1959 — 1972 гг.), Як-28 (1963—1983 гг.), МиГ-25РБ (с 07.1970 г.), Як-28Р (01.1974 — 1983), Су-24МР (с 1983 г.), Су-17М3Р (11.1989 — 1991 гг.), Су-17М4Р (1991—1993 гг.).
С января 1968 года на аэродроме базировался 32-й гвардейский истребительный авиационный Виленский орденов Ленина и Кутузова полк на самолетах МиГ-21ПФМ (1968—1971 гг.), МиГ-23С (1970—1972 гг., первый в ВВС), МиГ-23M (1972—1978 гг.), МиГ-23МЛА (1978—1983 гг.), МиГ-23МЛД (1983—1989 гг.). С аэродрома полк убывал на участие в операции «Анадырь», с 1988 года 1-я эскадрилья полка участвовала в Войне в Афганистане. 30 июня 1989 года полк расформирован на аэродроме в составе 9-й истребительной авиационной дивизии Московского военного округа.

## Аварии и катастрофы
- 22 июля 1971 года авария самолёта МиГ-25РБ (47-й отдельный гвардейский разведывательный авиационный Борисовский Краснознаменный ордена Суворова полк), лётчик капитан Е. Старовойтов. Через 7 мин 45 сек после взлёта, на высоте 20 000 м при числе М=2,4, Vист=2350 км/ч, самолёт вдруг резко качнуло влево и он начал крениться с опусканием носа. Лётчик выключил САУ и вручную вывел самолёт в горизонтальный полёт. Лётчик заметил несоразмерно быстрое изменение показаний приборов. Лётчик перевёл двигатели на минимальный форсаж и выпустил тормозные щитки. Но высота и скорость на приборах всё равно продолжали расти. Лётчик, выключив форсаж, начал торможение, намереваясь прекратить задание и возвращаться на аэродром. Разворот в сторону аэродрома выполнил со снижением, а в показаниях приборов наступил уже полный хаос. В кабине погасли все лампочки сигнализации и отказали все гироприборы. На 11 000 м самолёт вошёл в облака, произошёл полный отказ всех приборов, включая дублирующие. На высоте 200 м самолёт вывалился из облаков с правым креном 45-50° и Vу около 10 м/с. В процессе вывода самолёт зацепил нижней створкой воздухозаборника верхушки деревьев высотой 7,5 м, а пролетев ещё немного — срубил деревья высотой 2,5 м. Продолжая изо всех сил «тащить» от земли уже обречённую машину, лётчик ощутил, что она перешла в набор высоты, при этом произошла остановка двигателей. На высоте 150 м лётчик успешно катапультировался. Причины авиапроисшествия: на 8-й минуте полёта произошло обесточивание бортовой электросети из-за короткого замыкания силовых проводов генератора постоянного тока. Это привело к перегоранию предохранителей и отключению генераторов от бортовой энергосети со значительным разрядом бортовых аккумуляторов на короткое замыкание. В результате отказал также и генератор переменного тока, что вызвало резкий бросок по крену из-за отключения САУ. На 11-й минуте короткое замыкание пропало и восстановилась связь. Но падение напряжения аккумуляторных батарей было настолько значительным (с 24 до 9 вольт), что через две минуты произошёл постепенный отказ радиосвязи и всего пилотажно-навигационного, электро- и радиооборудования.
- 14 марта 2000 года в 25 километрах от аэродрома Шаталово разбился фронтовой бомбардировщик Су-24, экипаж катапультировался[7].